# Scala ottotonica

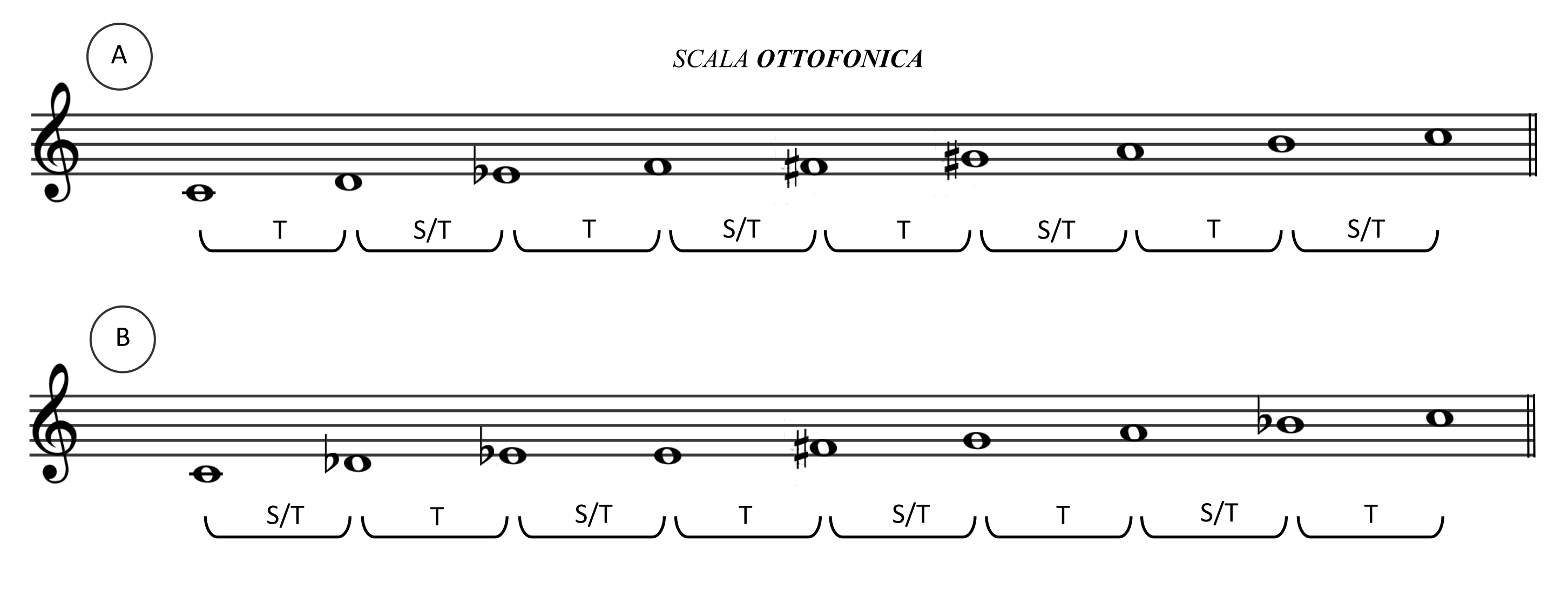
Sistema ottotonico.

Il sistema ottotonico, usato dall'inizio del Novecento da molti compositori di musica classica, in particolare da Igor' Fëdorovič Stravinskij e soprattutto da Sergej Prokofiev (viene usato nell'opera L'angelo di fuoco), è basato su un accordo generatore da cui si ricava la scala ottotonica che, come suggerisce il nome, è composta da 8 suoni o toni diversi pur rimanendo nell'ambito dell'ottava. Nella scala si possono trovare a note alternate quattro accordi di settima diminuita (Do-Mib-Fa#-La ,  Mib-Solb-La-Do, Solb-La-Do-Mib e La-Do-Mib-Solb).
La scala alternata, detta anche octofonica, è una scala che procede per toni e semitoni (o viceversa) alternati rigorosamente, più la ripetizione del 1º suono all'ottava superiore.
Nel suo insieme è quindi formata da nove suoni. In passato è stata utilizzata da diversi compositori, tra cui Skrjabin, Ravel, Stravinskij e Bartók, ed è stata teorizzata da Vito Frazzi (Scale Alternate, Firenze 1930) e da Olivier Messiaen (Technique de mon langage musical, Paris 1944).
Nel rock se ne riscontra l'utilizzo nel singolo Just della band inglese Radiohead, in cui Johnny Greenwood, chitarrista della band, esegue un assolo di scala ottotonica ascendente.
Esempio di scala alternata di Do:
```
Do, Re, Mib, Fa, Fa♯, Sol♯, La, Si, Do
```

La struttura tonica risulta
```
1, 2, b3, 4, ♯4, ♯5, 6, 7
```

È la base degli accordi minori di quinta diminuita, dati dalla 1ª, 3ª e 5ª  nota

## Scala diminuita
La scala diminuita è una scala che si basa sugli accordi diminuiti.
Essa può essere di due tipi: tono - semitono oppure semitono - tono, a seconda dell'intervallo presente fra il primo e il secondo grado. 
Prendendo come esempio la tonica di La, si ottengono quindi due distinte scale:
- nel primo caso si ottiene:      La Si  Do  Re  Mib  Fa  Solb  Lab Sibb
- nel secondo caso si ottiene: La Sib Do Reb Mib Fab Solb Labb Sibb

Sono possibili inoltre due trasposizioni della scala 
```
0)   Do,   Re,    Mib,  Fa,    Fa♯,   Sol♯,  La,   Si,    
1)   Reb,  Mib,   Mi,   Fa♯,   Sol,   La,    Sib,  Do
2)   Re,    Mi,   Fa,   Sol,   Lab,   Sib,   Si,   Do♯
```